# Monáda (funkcionální programování)
Monáda je funktoriální datový typ vybavený dvěma přirozenými transformacemi umožňujícími asociativní skládání operací nad monádami. Formálně je monáda monoidem v kategorii endofunktorů v kategorii typů (v Haskellu kategorie Hask). Obecně je-li {\displaystyle ({\mathcal {C}},\otimes ,I)} tenzorová kategorie (kde {\displaystyle \otimes } je bifunktor a {\displaystyle I\in \mathrm {Ob} ({\mathcal {C}})}), monády jsou monoidy v {\displaystyle ([{\mathcal {C}},{\mathcal {C}}],\circ ,I)}.
Přirozené transformace jsou u každé monády {\displaystyle T} multiplikace {\displaystyle \mu :T^{2}\rightarrow T} a jednotka {\displaystyle \eta :I\rightarrow T} splňující {\displaystyle \mu \circ \mu T=\mu \circ T\mu (T^{3}\rightarrow T)} a {\displaystyle \mu \circ \eta T=1=\mu \circ T\eta }. Ve funkcionálním programování se tyto operace zpravidla nazývají join a unit. Příkladem monády je kontinuace, kde {\displaystyle \eta } je funkcí z {\displaystyle A} do {\displaystyle (A\rightarrow R)\rightarrow R} definovaná jako {\displaystyle \eta x=\lambda f.f(x)} a
speciální operace vázání je {\displaystyle m>\!\!\!>\!\!=f=\lambda g.m(\lambda x.f(x)(g))},
přičemž {\displaystyle \mu x} je {\displaystyle x>\!\!\!>\!\!=\lambda y.y}.
Monády umožňují formulovat kód s vedlejšími efekty tak, aby byl referenčně transparentní, a tedy „čistý“ (ve funkcionálním smyslu). Monády jsou zpravidla generické a jejich druh je {\displaystyle (*\rightarrow *)\rightarrow *}.
Z každého endofunktoru lze vytvořit volnou monádu.

## Příklad
Kontinuace v C++ lze reprezentovat (s využitím statického polymorfismu) následující třídou:
```
template
<
typename
 
T
>
 
class
 
Cont
 
{

    
std
::
function
<
std
::
any
(
const
 
std
::
function
<
std
::
any
(
T
)
>&
)
>
 
fn
;

public
:

    
Cont
(
const
 
decltype
(
fn
)
&
 
f
)
 
:
 
fn
(
f
)
 
{}

    
Cont
(
T
&&
 
x
)
 
:
 
fn
([
x
](
auto
 
f
)
 
{
 
return
 
f
(
x
);
 
})
 
{}

    
std
::
any
 
operator
()(
const
 
std
::
function
<
std
::
any
(
T
)
>&
 
f
)
 
const
 
{
 
return
 
fn
(
f
);
 
}

};

```

Aby byla Cont funktorem, musíme implementovat fmap nebo bind:
```
template
<
template
<
typename
>
 
class
 
M
,
 
typename
 
T
,
 
typename
 
U
>
 
struct
 
Bind
;

template
<
typename
 
T
,
 
typename
 
U
>
 
struct
 
Bind
<
Cont
,
T
,
U
>
 
{

    
std
::
function
<
Cont
<
U
>
(
T
)
>
 
f
;

    
auto
 
operator
()(
const
 
Cont
<
T
>&
 
m
)
 
{

        
return
 
[
this
,
m
](
auto
 
g
)
 
{

            
return
 
m
([
this
,
g
](
auto
 
x
)
 
{
 
return
 
f
(
x
)(
g
);
 
});

        
};

    
}

};

```

C++ nemá typy vyšších druhů, nicméně pomocí specializace šablon můžeme dosáhnout stejného efektu.
Konkrétně můžeme například definovat generické monadické operace fmap a join.
```
template
<
template
<
typename
>
 
class
 
M
,
 
typename
 
T
,
 
typename
 
U
>
 
struct
 
Fmap
 
{

    
std
::
function
<
U
(
T
)
>
 
f
;

    
auto
 
operator
()(
const
 
M
<
T
>&
)
 
const
;

};

template
<
template
<
typename
>
 
class
 
M
,
 
typename
 
T
>
 
struct
 
Join
 
{

    
auto
 
operator
()(
const
 
M
<
M
<
T
>>&
)
 
const
;

};

template
<
template
<
typename
>
 
class
 
M
,
 
typename
 
T
,
 
typename
 
U
>
 
auto
 
Fmap
<
M
,
T
,
U
>::
operator
()(
const
 
M
<
T
>&
 
m
)
 
const
 
{

    
std
::
cerr
 
<<
 
"generic fmap"
 
<<
 
std
::
endl
;

    
return
 
Bind
<
M
,
T
,
U
>
{[
&
](
auto
 
x
)
 
{
 
return
 
M
<
U
>
{
f
(
x
)};
 
}}(
m
);

}

template
<
template
<
typename
>
 
class
 
M
,
 
typename
 
T
>
 
auto
 
Join
<
M
,
T
>::
operator
()(
const
 
M
<
M
<
T
>>&
 
m
)
 
const
 
{

    
std
::
cerr
 
<<
 
"generic join"
 
<<
 
std
::
endl
;

    
return
 
Bind
<
M
,
M
<
T
>
,
T
>
{[](
M
<
T
>
 
x
)
 
{
 
return
 
x
;
 
}}(
m
);

}

```

Takto koncipovaný kód má tu výhodu, že poskytuje definice monadických funkcí bez ohledu na konkrétní typ. Proto stačí pro konkrétní monadický typ implementovat pouze buď bind, nebo fmap a join, podobně jako v čistě funkcionálních jazycích à la Haskell.